# Козаровце
Козаровце (слч. Kozárovce) насељено је мјесто са административним статусом сеоске општине (слч. obec) у округу Љевице, у Њитранском крају, Словачка Република.

## Становништво
| Година:    | 1994. | 2004.   | 2014.   | 2024.   |
| ---------- | ----- | ------- | ------- | ------- |
| Број људи: | 1865  | 1963    | 2012    | 2080    |
| Разлика:   |       | +5,25 % | +2,49 % | +3,37 % |

| Година:    | 2023. | 2024.   |
| ---------- | ----- | ------- |
| Број људи: | 2089  | 2080    |
| Разлика:   |       | -0,43 % |

Према подацима о броју становника из 2011. године насеље је имало 1.998 становника.